# Colanthura ornata
Colanthura ornata là một loài chân đều trong họ Paranthuridae. Loài này được Carvacho miêu tả khoa học năm 1977.